# 1992-es svéd labdarúgó-bajnokság (első osztály)
Az Allsvenskan 1992-es szezonja volt a bajnokság hatvannyolcadik kiírása. A bajnokságban 12 csapat vett részt. Az első hat helyezett a Mästerskapsserienben, míg a többi az 1992-es Kvalsvenskanban folytatta a küzdelmet. Az alapszakaszt az IFK Norrköping, a rájátszást pedig az AIK Fotboll nyerte. Ez volt az AIK negyedik bajnoki címe.

## Végeredmény
| #  | Csapat             | M  | Gy | D | V  | RG |   | KG | GK  | P  |
| -- | ------------------ | -- | -- | - | -- | -- | - | -- | --- | -- |
| 1  | IFK Norrköping     | 18 | 11 | 3 | 4  | 38 | – | 19 | +19 | 36 |
| 2  | Östers IF          | 18 | 8  | 5 | 5  | 36 | – | 29 | +7  | 29 |
| 3  | Trelleborgs FF     | 18 | 7  | 7 | 4  | 20 | – | 20 | 0   | 28 |
| 4  | AIK                | 18 | 7  | 6 | 5  | 24 | – | 18 | +6  | 27 |
| 5  | Malmö FF           | 18 | 7  | 5 | 6  | 22 | – | 16 | +6  | 26 |
| 6  | IFK Göteborg       | 18 | 7  | 2 | 9  | 25 | – | 24 | +1  | 23 |
| 7  | Djurgårdens IF     | 18 | 6  | 5 | 7  | 26 | – | 32 | -6  | 23 |
| 8  | Örebro SK          | 18 | 4  | 8 | 6  | 17 | – | 23 | -6  | 20 |
| 9  | Västra Frölunda IF | 18 | 4  | 5 | 9  | 18 | – | 27 | -9  | 17 |
| 10 | GAIS               | 18 | 4  | 4 | 10 | 14 | – | 32 | -18 | 16 |